# Adamsita
La Adamsita o DM es un compuesto orgánico; técnicamente, una difenilaminaclorarsina arsénica, que puede usarse como agente antidisturbios. El DM pertenece al grupo de agentes de guerra química conocidos como «agentes vomitivos» o «gases estornudos».  Fue sintetizado por primera vez en Alemania por Heinrich Otto Wieland en 1915, y después desarrollado de forma independiente por el químico estadounidense Roger Adams (de quien lleva el nombre) en la Universidad de Illinois en 1918.

## Composición
El DM es un compuesto cristalino inodoro con una presión de vapor muy baja. El color de los cristales varía del amarillo brillante al verde oscuro según la pureza. Es fácilmente soluble en algunos disolventes orgánicos (por ejemplo, acetona o diclorometano), pero casi insoluble en agua. En forma vaporosa aparece como un humo de color amarillo canario.

## Efectos
La adamsita generalmente se dispersa en forma de aerosol, lo que afecta al tracto respiratorio superior. Aunque los efectos son similares a los causados por los típicos agentes antidisturbios (por ejemplo, CS), su inicio es más lento pero su duración es más prolongada y a menudo dura 12 horas o más. Después de un período de latencia de 5 a 10 minutos, se desarrolla irritación de los ojos, pulmones y membranas mucosas, seguida de dolor de cabeza, náuseas y vómitos persistentes.

## Uso
El DM fue producido y almacenado por los británicos y los Estados Unidos al final de la Primera Guerra Mundial. Fue utilizado por los británicos durante las incursiones en Murmansk y Arcángel. Ahora se considera obsoleto y ha sido ampliamente reemplazado por agentes antidisturbios como el Gas CS, que es menos tóxico y de aparición más rápida de los síntomas. El uso inicial en el campo de batalla estaba destinado a ser a través de «velas de adamsita». Eran grandes latas o tubos de metal (que pesaban aproximadamente 2,3 kg.) que contenían una composición de humo hecha de adamsita más una composición pirotécnica de combustión lenta. Se encendían una serie de velas y se permitía que el humo cargado de adamsita se dirigiera hacia el enemigo.
En Estados Unidos, se utilizó contra el Bonus Army que se manifestó en Washington D. C., en 1932, causando la muerte y lesiones graves a varios niños que habían acompañado a sus padres en las protestas. Fue utilizado también en la guerra de Vietnam.
En 2003, se informó que Corea del Norte estaba produciendo adamsita en su complejo químico Aoji-ri en Haksong-ri, condado de Kyŏnghŭng, para almacenarla. Se denunció su uso por las autoridades venezolanas en las protestas venezolanas de 2014-17 y descrito como «gas verde»con informes de manifestantes que vomitaron después de la exposición y grupos regionales de derechos humanos que condenaron el uso de «gas verde», afirmando que su uso está «prohibido internacionalmente».